# Furna da Preguiça
A Furna da Preguiça é uma gruta portuguesa localizada na freguesia e concelho de Velas, ilha de São Jorge, arquipélago dos Açores.
Esta cavidade apresenta uma geomorfologia de origem vulcânica em forma de gruta de erosão localizada em arriba.